# Ectropión
Ectropión es un término médico usado cuando el borde de uno de los párpados (más frecuentemente el párpado inferior) se pliega o se tuerce en dirección opuesta a la superficie del ojo. A diferencia del entropión, no hay contacto con la superficie de la córnea. Una porción de la conjuntiva del párpado queda como consecuencia descubierta, lo que provoca molestia y cierto trastorno estético.

## Causas
La eversión del párpado puede ocurrir por espasmo o parálisis del músculo orbicular de los párpados, traumatismo, cicatrices, quemaduras y la senilidad. Las malformaciones congénitas que causen ectropión no son muy comunes.

## Ectropión en perros
El ectropión en perros por lo general implica al párpado inferior. A menudo, la afección no tiene síntomas, pero puede ser notado un lagrimeo y conjuntivitis constante. Las razas asociadas con ectropión incluyen al Cocker Spaniel, San Bernardo y Clumber Spaniel, entre otras.
También puede ser el resultado de un trauma o daño a los nervios. Se recomienda el tratamiento (cirugía) sólo si hay conjuntivitis crónica o si hay daños en la córnea.